# Renato Anselmi
Renato Anselmi   (Marigliano, 26 d'octubre de 1891 - Gènova, 3 d'octubre de 1973) va ser un tirador d'esgrima italià, especialista en sabre, que va competir durant les dècades de 1920 i 1930. Durant la seva carrera esportiva va prendre part en tres edicions dels Jocs Olímpics.
El 1924, als Jocs de París, guanyà la medalla d'or en la prova de sabre per equips del programa d'esgrima. Quatre anys més tard, als Jocs d'Amsterdam, guanyà la medalla de plata en la mateixa prova. I el 1932, a Los Angeles, tornà a guanyar la medalla de plata en la prova de sabre per equips.
En el seu palmarès també destaquen dues medalles de plata al Campionat del món d'esgrima de 1930 i 1931, en la prova de sabre per equips, i els campionats nacionals de 1929 i 1930.